# Joachim Hanisch

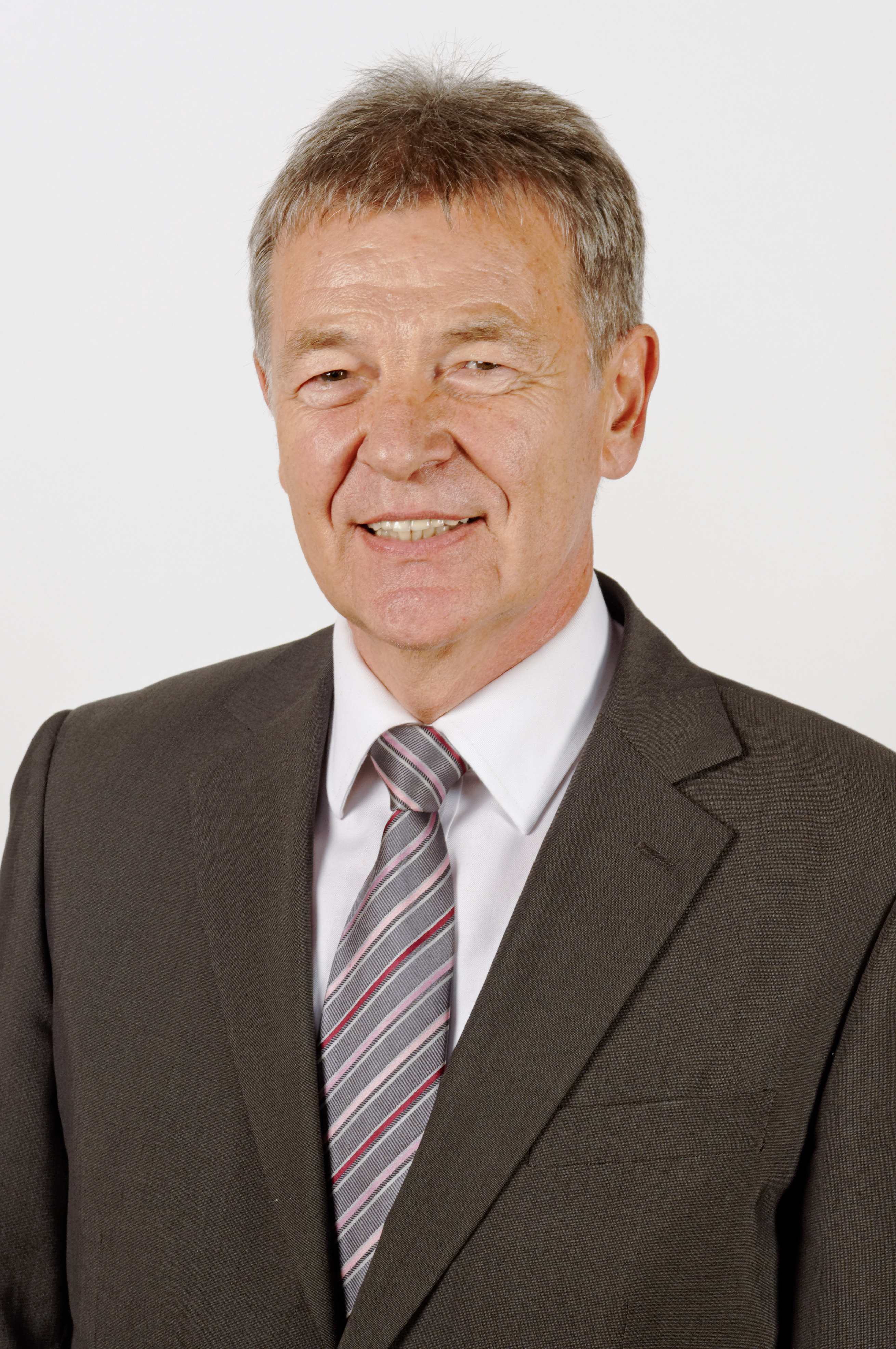
Joachim Hanisch (2012)

Joachim Hanisch (* 25. Mai 1948 in Schwandorf) ist ein deutscher Politiker der Freien Wähler (FW) in Bayern. Mit einer kurzen Unterbrechung war er von 2008 bis 2021 Mitglied des Bayerischen Landtages.

## Leben
Hanisch erreichte 1968 die Fachhochschulreife. Im Anschluss war er in den Jahren 1969 und 1970 bei der Bundeswehr. Nach einem Studium zum Diplom-Verwaltungswirt (FH) auf einer Fachhochschule arbeitete er im gehobenen nichttechnischen Verwaltungsdienst. 

## Politik
Hanisch war von 1980 bis 2008 Erster Bürgermeister des Marktes Bruck. Bereits seit 1980 war er Mitglied der Freien Wähler, für die er seit 1990 stellvertretender Landrat war. Im Jahr 1986 wurde er stellvertretender Landesvorsitzender der FW Bayern, dies blieb er bis 1991. Von 1998 bis 2008 war er Bezirksrat der Oberpfalz. Im Jahr 1999 bekam er die Kommunale Verdienstmedaille in Bronze verliehen. Bei der Landtagswahl 2008 kandidierte er im Stimmkreis Regensburg-Land, Schwandorf und wurde über die Bezirksliste Oberpfalz in den Bayerischen Landtages gewählt. Dort war er Vorsitzender des Ausschusses für Kommunale Fragen und Innere Sicherheit und Mitglied des Ausschusses für Bundes- und Europaangelegenheiten. Außerdem war er Sprecher seiner Landtagsfraktion für Kommunales und Innere Sicherheit. 
Bei der Landtagswahl in Bayern 2013 scheiterte er knapp an einem Wiedereinzug. Am 1. Mai 2014 rückte er jedoch für Tanja Schweiger, die zur Landrätin des Landkreises Regensburg gewählt wurde, in den Landtag nach. Bei der Landtagswahl in Bayern 2018 gelang Hanisch erneut der Einzug in das Landesparlament. Seit November 2018 ist er stellvertretender Vorsitzender der Landtagsfraktion der Freien Wähler.
Zum Jahresende 2021 legte Hanisch sein Landtagsmandat aus gesundheitlichen Gründen nieder. Für ihn rückte Robert Riedl in den Landtag nach.

## Privates
Hanisch ist verheiratet und hat vier Kinder. Er ist römisch-katholischer Konfession.